# Алльмерсбах
Алльмерсбах-ім-Таль (нім. Allmersbach im Tal) — громада в Німеччині, знаходиться в землі Баден-Вюртемберг. Підпорядковується адміністративному округу Штутгарт. Входить до складу району Ремс-Мур.
Площа — 7,95 км2. Населення становить 4994 ос. (станом на 31 грудня 2020).

## Географія

### Географічне розташування
Альмерсбах-Ім-Таль лежить на схід від Штутгарта на узліссі Швабського лісу в затоці Бакнанг на висоті від 285 до 315 метрів над рівнем моря.

### Муніципальний устрій
Муніципалітет Альмерсбах-Ім-Таль складається з двох сіл Альмерсбах-Ім-Таль та Хойтенсбах. Села Унтерер, Міттлерер та Оберер-Гоф, а також Фогтсвайлер розташовані в районі Альмерсбах-Ім-Таль.